# Sahara Hiszpańska
Sahara Hiszpańska (arab. ‏صحراء الاسبانية‎, hiszp. Sahara Español) – dawna posiadłość Hiszpanii w Afryce Północnej.

## Historia

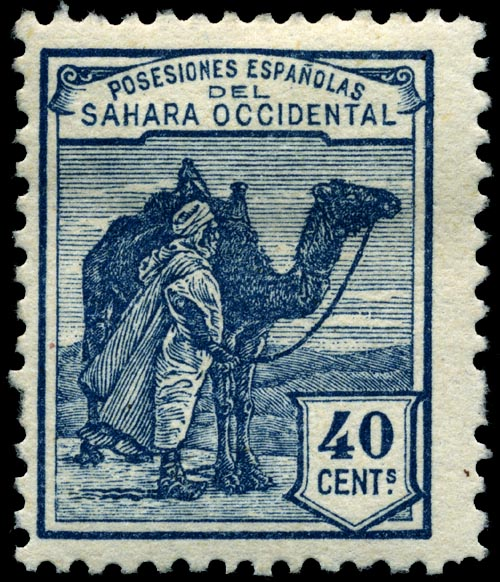
Znaczek pocztowy z 1924 roku

Na mocy traktatu z Fezu w 1912 Hiszpania objęła protektoratem północne Maroko, gdzie powstało Maroko Hiszpańskie, oraz południowe, gdzie powstała Hiszpańska Afryka Zachodnia. Z tej ostatniej części w 1958 roku utworzona została Sahara Hiszpańska, która pozostawała pod władzą hiszpańską do 1976 roku.